# Мраморный чирок
Мраморный чирок (лат. Marmaronetta angustirostris) — вид птиц семейства утиных (Anatidae). Единственный представитель рода Marmaronetta.

## Общая характеристика
Мраморный чирок немного мельче клоктуна, масса этой утки составляет 400—600 г. Оперение самца и самки серовато-бурое со светлыми пятнышками.

## Распространение
Мраморные чирки распространены от Испании до Центральной Азии. Общая численность этих уток оценивается в 10-42 тысячи взрослых особей. В России предположительно этот вид встречался в Прикаспии и дельте Волги (до 1920 года даже гнездился). Однако после 1984 года ни одной встречи с этими утками в пределах России зафиксировано не было. Зимовки мраморного чирка находятся в Северной Африке, Иране, Ираке, Пакистане и северной Индии. Мраморный чирок охраняется в  Гирканском национальном парке, Барсакельмеском заповеднике, Якутском зоопарке, Парке дикой природы имени Даррелла, национальном парке Ишкёль.

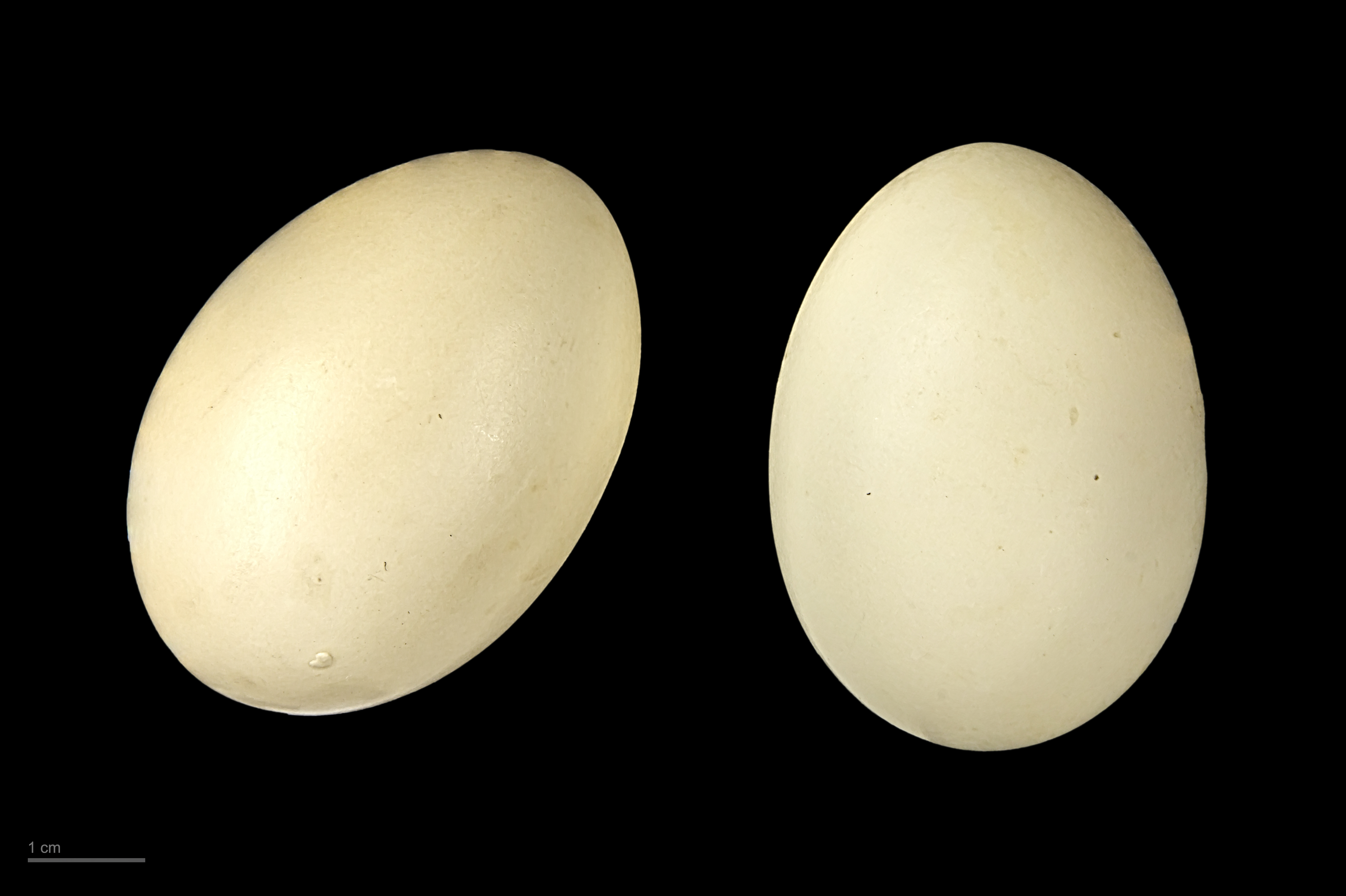
яйцо Marmaronetta angustirostris - Тулузский музей

## Образ жизни
Мраморные чирки — тихие, доверчивые малоподвижные птицы. Они плавают, довольно глубоко погрузившись в воду и, приподняв кверху хвост, хорошо ныряют. Часто садятся на деревья. Мраморный чирок населяет поросшие тростником небольшие озёра, солёные и пресные, с кустарниками и деревьями по берегам. Гнездится на земле и на деревьях, в дуплах или в гнёздах других птиц. В кладке от 7 до 12 яиц. На зимовках встречается на крупных водоёмах.

### Питание
Мраморный чирок питается преимущественно мелкими беспозвоночными, обитающими у воды и на мелководье.

## Причины сокращения численности
Главной причиной неуклонного сокращения численности мраморных чирков является охота и уничтожение естественной среды их обитания — мелких заросших растительностью водоёмов.